# Brzezowa (województwo podkarpackie)
Brzezowa (j. łemkowski Березова) – wieś w Polsce położona w województwie podkarpackim, w powiecie jasielskim, w gminie Nowy Żmigród.
W latach 1975–1998 miejscowość administracyjnie należała do województwa krośnieńskiego.

## Części wsi
| SIMC    | Nazwa        | Rodzaj    |
| ------- | ------------ | --------- |
| 0356910 | Kocurówka    | część wsi |
| 0356926 | Niżni Koniec | część wsi |
| 0356932 | Opałkówka    | część wsi |
| 0356949 | Wyżni Koniec | część wsi |

## Położenie
Leży ok. 5 km na południowy zachód od Nowego Żmigrodu, na północnym skraju Beskidu Niskiego, w dolince niewielkiego potoku będącego lewobrzeżnym dopływem Wisłoki, płynącej ok. 1,5 km na wschód od centrum wsi. Na północy masyw Bucznika (519 i 518 m) oddziela ją od Pogórza Jasielskiego.

## Historia
Na południe od Brzezowej znajduje się grodzisko Walik z końca VIII w. świadczące o istniejącym tu wczesnohistorycznym słowiańskim grodzie. Sama wieś powstała zapewne w XV w. W 1516 była we władaniu Andrzeja Stadnickiego, kasztelana sanockiego, a potem należała do dóbr żmigrodzkich. Pod koniec XVI w. liczyła 9 i pół łana kmiecego i posiadała własną karczmę. Leżała na pograniczu obszaru osadnictwa łemkowskiego i była zamieszkana mniej więcej po połowie przez ludność polską i łemkowską.

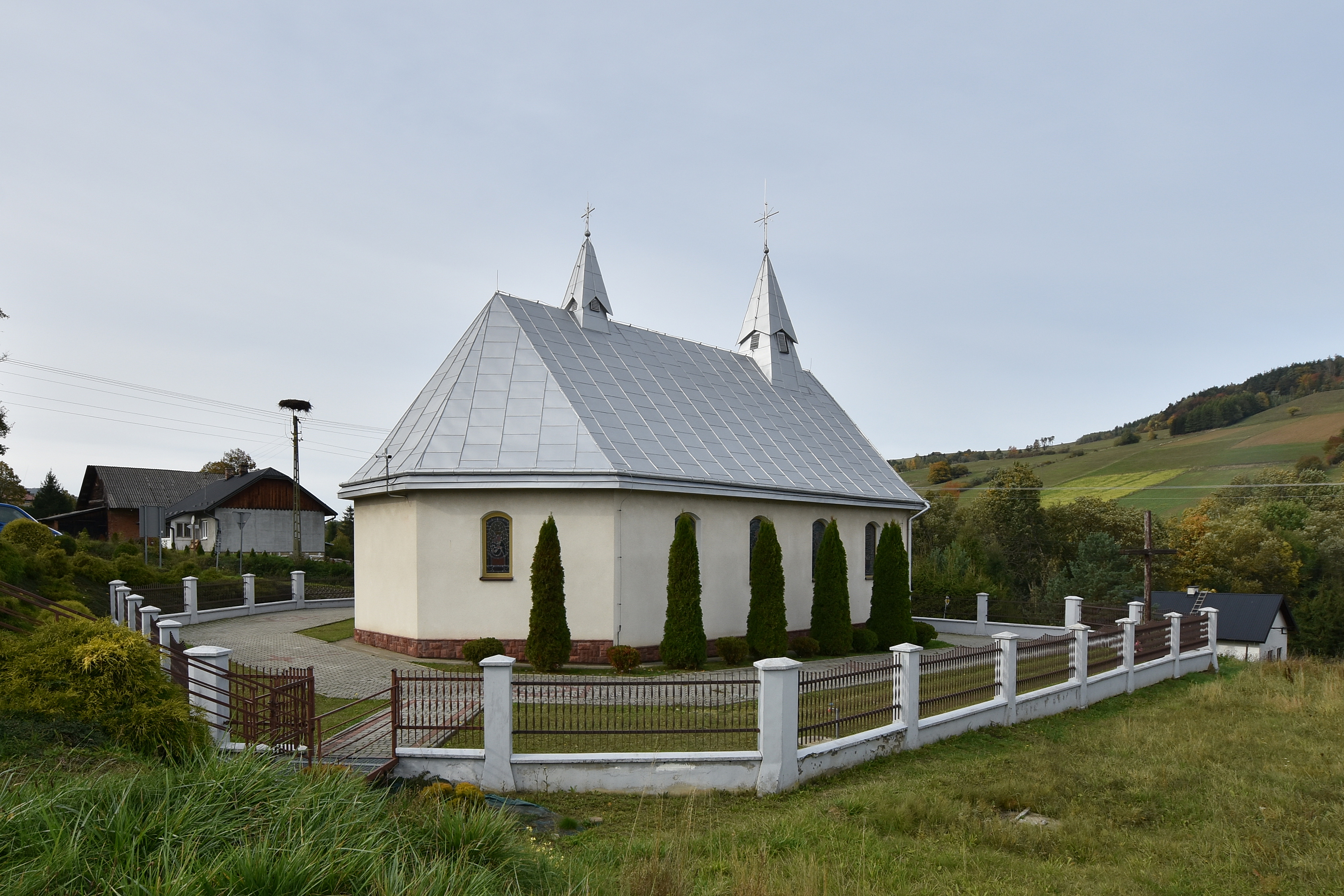
Kościół filialny
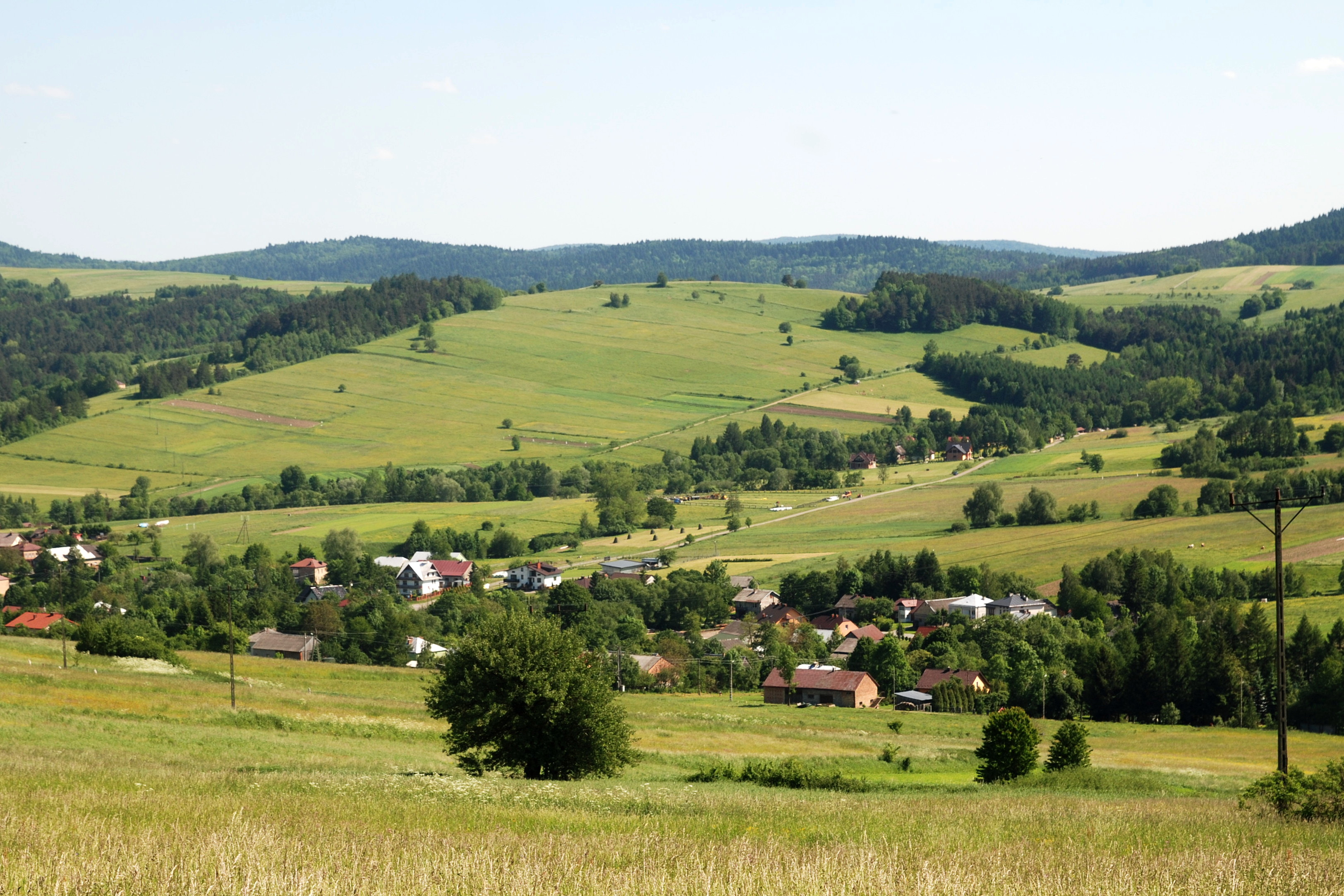
Widok na wieś ze stoków Bucznika 519 m

Znajduje się tu kościół filialny parafii w Skalniku pod wezwaniem św. Wojciecha, wzniesiony w latach 1993–1994 i poświęcony w roku 1995.
Na zachodnim krańcu kapliczka, postawiona w miejscu, gdzie według legendy odpoczywali ludzie wiozący z Węgier figurkę czczonej w okolicy Matki Boskiej Tarnowieckiej.